# حسن فتح الباب
الحسن فتح الباب، شاعر وناقد أدبي مصري (27 نوفمبر 1923 - 28 سبتمبر 2015).

## حياته
ولد الشاعر في 27 نوفمبر 1923 في «حارة المجدلي» بحي شبرا، لأب يدعى «فتح الباب حسن» موظف حكومي، وأم ربة منزل. اقترن الشاعر برفيقة حياته السيدة «ابتسام يوسف» أستاذة الموسيقى، وله ثلاثة أبناء. ترجع أصول عائلته إلى بلدة منسافيس بمحافظة المنيا. كان الأول في مسابقة الأدب العربي لطلبة السنة التوجيهية. وقد أشاد بموهبته الدكتور طه حسين والأستاذ أحمد أمين في هذه المسابقة. التحق الشاعر بكلية الآداب بجامعة القاهرة وقضى عاما دراسيا فيها ثم انتقل إلى كلية الحقوق للجمع بين الآداب والقانون مثل الدكتور محمد مندور. واصل الشاعر حسن فتح الباب رحلته التعليمية حتى حصل على درجة الدكتوراه في القانون الدولي من كلية الحقوق بجامعة القاهرة، وقد عمل بعد تخرجه في سلك الشرطة، وكان آخر المناصب التي تقلدها مدير القضاء العسكري بوزارة الداخلية ثم تقاعد بعد ترقيته إلى رتبة لواء. عمل في أثناء الوظيفة أستاذاً جامعياً في مجال تخصصه، وأسهم بمحاضراته وكتاباته وشعره خلال فترة عمله بالجزائر أستاذاً للقانون الدولي والعلوم السياسية بكلية الحقوق بجامعة وهران، وفي حركة التعريب وفي النهضة الثقافية والأدبية واختير عضواً منتسبا باتحاد الكتاب الجزائريين.

## المؤلفات
ترك حسن فتح الباب ما يزيد عن 50 مؤلّفاً؛ ضمت هذه المؤلفات 21 ديوان شعر، 12 كتاب في النقد الأدبي، ثلاث مسرحيات شعرية، كتاب في أدب الرحلة، كتابان في السيرة الذاتية، كتاب قانون، كتب شرطة، 7 كتب دينية، مختارات شعرية مترجمة من اللغات الأجنبية. كما ترجمت العديد من قصائده، ومؤلفات في الحضارة العربية الإسلامية وفي القانون الدولي والعلوم السياسية.

### الدواوين الشعرية
- من وحي بورسعيد – دار المنتدى الثقافي بالقاهرة 1957
- فارس الأمل – مكتبة الأنجلو المصرية 1965
- مدينة الدخان والدمى – المؤسسة المصرية للتأليف والنشر 1967
- عيون منار –دار النجاح ببيروت 1971
- حبنا أقوى من الموت – الهيئة العامة للكتاب 1975
- أمواجنا ينتشرون – وزارة الإعلام، بغداد 1977
- معزوفات الحارس السجين – اتحاد الكتاب العرب بدمشق 1980
- رؤيا إلى فلسطين – اتحاد الكتاب العرب بدمشق 1980
- وردة كنت في النيل خبأتها – المؤسسة التونسية للنشر 1986
- مواويل النيل المهاجر – دار الثقافة الجديدة بالقاهرة 1987
- أحداق الجياد – الهيئة العامة للكتاب 1990
- كل غيم شجر.. كل جرح هلال – الهيئة العامة للكتاب 1993
- الخروج إلى الجنوب – الهيئة العامة للكتاب 1998
- سلة من محار – الهيئة العامة لقصور الثقافة 2001
- أما النهر الساجي فتمرد
- البلبل والجلاد – الهيئة العامة للكتاب 2002
- العصافير تنفض أغلالها - الهيئة العامة لقصور الثقافة 2002
- على سلم من هشيم الرياح –الهيئة العامة للكتاب 2007
- شجرة ورد خلف الشط الآخر - الهيئة المصرية العامة للكتاب 2008
- وجوه في الميدان - إبداعات الثورة - الهيئة العامة لقصور الثقافة 2012
- أرقني الشوق إلي العادلين - من وحي ثورة 25 يناير- الهيئة المصرية العامة للكتاب 2013
- فوق العاصفة.. اتحاد الكتاب العرب بدمشق - 2004

### في المسرح الشعري
- محاكمة الزائر الغريب – الهيئة العامة للكتاب 1997
- مسرحيتان مخطوطتان: أوزوريس، إخناتون

### في السيرة الذاتية
- أسمى الوجوه بأسمائها: مكتبة مدبولي 1997 (سيرة ذاتية شعرية متفردة وصريحة تحكي في أجزاء منها، سيرة القصائد ومنابعها وكيف كتبت والمفارقة النادرة بين الشاعر وضابط الشرطة واغتراب الشاعر والأحداث السياسية والاجتماعية في مصر خلال حقبة طويلة)
- حارة المجدلي، المجلس الأعلى للثقافة 2007: سيرة ذاتية أيضا متفردة عالميا لأنها سيرة حياة كاملة منذ البدء في الجذور بالمنيا والمنابع الأولى في حي شبرا (الأحلام والتطورات النفسية والاجتماعية إلى انعكست على الموهبة الشعرية)، وقد صيغت في قالب شعري

### في أدب الرحلة
- تنويعات على لحن السندباد-الهيئة العامة للكتاب 2001، الطبعة الثانية مكتبة الأسرة 2006

### في النقد الأدبي
- رؤية جديدة في شعرنا القديم – دار الحداثة ببيروت 1984
- شعر الشباب في الجزائر بين الواقع والآفاق –الجزائر – 1985
- شاعر وثورة (عن أبي القاسم سعد الله رائد الشعر الحر بالجزائر) –تونس 1986
- مفدى زكريا، شاعر الثورة الجزائرية –الدار المصرية اللبنانية بالقاهرة 1997
- حسان بن ثابت، شاعر الرسول، الدار المصرية اللبنانية بالقاهرة 1997
- محمد الشوباشي –سلسلة نقاد الأدب بالهيئة العامة للكتاب 1997
- سمات الحداثة في الشعر العربي المعاصر – سلسلة دراسات أدبية بالهيئة العامة للكتاب 1997
- حسن القرشي شاعر الجزيرة العربيه - الدار المصرية اللبنانية 1997
- المقاومة والبطولة في الشعر العربى – كتاب الرياض – الرياض 1998
- ومضات نقدية في أشعار معاصرة – كتاب الجيل الجديد بالقاهرة 1999
- محمد العيد آل خليفة –شاعر الجزائر – الدار المصرية اللبنانية بالقاهرة 2002
- ثورة الجزائر في إبداع شعراء مصر– مؤسسة مفدي زكريا 2005

### في الترجمة من الإنجليزية والفرنسية
كتاب في (الحب والحرية والمقاومة – مختارات من الشعر العالمي) -الهيئة العامة لقصور الثقافة، يوليو 2003

### في الموسوعات الأدبية
ثورة الجزائر في إبداع شعراء مصر – مؤسسة مفدى زكريا والدار المصرية اللبنانية 2005

### مؤلفات في تاريخ الإسلام عقيدة وحضارة
- السفارات الثقافية في الدبلوماسية الإسلامية – المجلس الأعلى للشئون الإسلامية 1962
- مقومات القيادة الإدارية في الإسلام – المجلس الأعلى للشئون الإسلامية 1962
- التخطيط والتنظيم في الهجرة – المجلس الأعلى للشئون الإسلامية 1969
- المؤامرات اليهودية من خيبر إلى القدس – مجمع البحوث الإسلامية بالأزهر 1969
- مقومات السفراء في الإسلام – المجلس الأعلى للشئون الإسلامية 1970
- على طريق الهجرة – دراسة علمية – مجمع البحوث الإسلامية بالأزهر 1971
- القيم الأخلاقية والإنسانية في الغزوات – مجمع البحوث الإسلامية بالأزهر 1971

### مؤلفات أخرى
- المنازعات الدولية ودور الأمم المتحدة في المشكلات المعاصرة – عالم الكتاب بالقاهرة 1976
- المخدرات سلاح الاستعمار – المؤسسة المصرية العامة للتأليف والنشر 1967
- التخطيط لمكافحة الجريمة – معهد الدراسات العليا للضباط والشرطة 1970
- من وحي السيرة النبوية العطرة
- وكان ماقد كان
- الجزائر شهداء وشعراء - مجلة الهلال - يناير 2013
- شاعر وضابط شرطة - مجلة الإذاعة والتلفزيون - أغسطس 2013

## الجوائز
حصل الشاعر حسن فتح الباب على العديد من الجوائز منها:
- جائزة المجلس الأعلى للآداب والفنون
- جائزة المجلس الأعلى للآداب والفنون، بالاشتراك مع وزارة الثقافة عام 1975 عن ديوانه «حبنا أقوى من الموت» المستوحاة من ملحمة أكتوبر
- جائزة مؤسسة عبد العزيز سعود البابطين
- جائزة مؤسسة عبد العزيز سعود البابطين لإبداع الشعر عام 1992 عن ديوانه «احداق الجياد»
- ترشيح لجائزة الدولة التقديرية رشحه اتحاد كتاب مصر لجائزة الدولة التقديرية عام 2001
- جائزة القدس - منحه اتحاد الكتاب العرب جائزة القدس في أكتوبر 2001
- جائزة التميز - منحه اتحاد كتاب مصر جائزة التميز عام 2007